# Opatovice (Přerovi járás)
Opatovice település Csehországban, Přerovi járásban. Opatovice Rakov, Ústí, Malhotice, Paršovice, Teplice nad Bečvou, Býškovice és Hranice településekkel határos. Lakosainak száma 806 fő (2024. január 1.).

## Népesség
A település lakosságának változását az alábbi diagram mutatja:
| Lakosok száma | 607  | 559  | 637  | 665  | 729  | 755  | 822  | 813  | 815  | 806  |
|               | 1869 | 1890 | 1921 | 1950 | 1980 | 2001 | 2017 | 2019 | 2022 | 2024 |